# Contratiempo

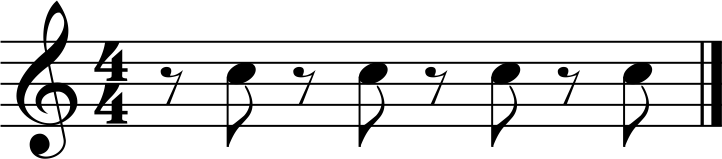
Notas a contratiempo breve regular

Se denomina contratiempo al sonido métrico que ocurre por la aparición de silencios en las partes del compás (o del tiempo) normalmente acentuadas que alternan con sonidos que se presentan en las partes no acentuadas. La no prolongación del sonido sobre un tiempo o subdivisión del tiempo fuerte, es lo que diferencia al contratiempo de la síncopa.

## Tipos de contratiempo
Existen cuatro tipos de notas a contratiempo según su duración:
- Nota a contratiempo muy breve: cuando la duración de la suma del silencio y la nota ocupa menos de una parte.
- Nota a contratiempo breve: cuando la duración de la suma del silencio y la nota ocupa una parte.
- Nota a contratiempo larga: cuando la duración de la suma del silencio y la nota ocupa dos partes.
- Nota a contratiempo muy larga: cuando la duración de la suma del silencio y la nota ocupa más de dos partes.

Así mismo, las notas a contratiempo se pueden dividir en dos tipos según la relación entre la duración del silencio y la nota:
- Notas a contratiempo regulares: cuando la duración del silencio y la nota son iguales.
- Notas a contratiempo irregulares: cuando la duración del silencio y la nota son diferentes.
  - Contratiempo irregular por deficiencia: cuando el silencio dura más que la nota.
  - Contratiempo irregular por ampliación: cuando el silencio dura menos que la nota.